# Labuhan Burung
Labuhan Burung is een bestuurslaag in het regentschap Sumbawa van de provincie West-Nusa Tenggara, Indonesië. Labuhan Burung telt 3742 inwoners (volkstelling 2010).